# 散頭
散頭是香港新界大嶼山的一個地方，位於東涌灣西岸，即東涌河河口之西，附近有田心和較寮兩個地方。
散頭海灘於1994年8月13日被劃定為具特殊科學價值地點，面積2.7公頃，其特色是河口有大葉藻及喜鹽草等海草，並且有大量海洋無脊椎動物。
散頭也是香港其中一個蝴蝶主要棲息地，有八十多個品種，罕有品種包括靈奇尖粉蝶、吉灰蝶及曲紋稻弄蝶等。